# Shin Hong-gi
Shin Hong-gi (ur. 4 maja 1968) – były południowokoreański piłkarz występujący na pozycji obrońcy.

## Kariera klubowa
Shin karierę rozpoczynał w 1987 roku w drużynie z Hanyang University. W 1991 roku trafił do ekipy Hyundai Horang-i. W 1991 roku wywalczył z nią wicemistrzostwo Korei Południowej. W 1995 roku wygrał z zespołem rozgrywki Pucharu Ligi Południowokoreańskiej. W 1996 roku Hyundai Horang-i zmienił nazwę na Ulsan Hyundai. W tym samym roku Shin zdobył z klubem mistrzostwo Korei Południowej. W Ulsanie spędził siedem sezonów. W sumie rozegrał tam 167 spotkań i zdobył 18 bramek.
W 1998 roku odszedł do Suwon Samsung Bluewings. Grał tam przez cztery lata. W tym czasie zdobył z drużyną dwa mistrzostwa Korei Południowej (1998, 1999), dwa Superpuchary Korei Południowej (1999, 2000), Puchar Ligi Południowokoreańskiej (1999), Azjatycką Ligę Mistrzów (2001) oraz Superpuchar Azji (2001). W 2001 roku zakończył karierę. Potem przez dwa lata trenował ekipę Samil Technical High School.

## Kariera reprezentacyjna
W reprezentacji Korei Południowej Shin zadebiutował w 1992 roku. W 1994 roku został powołany do kadry na Mistrzostwa Świata. Zagrał na nich we wszystkich meczach swojej drużyny, z Hiszpanią (2:2), Boliwią (0:0) oraz Niemcami (2:3). Z tamtego turnieju Korea Południowa odpadła po fazie grupowej.
W 1996 roku Shin znalazł się w kadrze na Puchar Azji. Wystąpił na nim w pojedynkach ze Zjednoczonymi Emiratami Arabskimi (1:1), Kuwejtem (2:0) oraz Iranem (2:6). Tamten turniej Korea Południowa zakończyła na ćwierćfinale. W latach 1992–1999 w drużynie narodowej Shin rozegrał w sumie 48 spotkań i zdobył 3 bramki.